# Delphische Spiele der Neuzeit
Delphische Spiele der Neuzeit – sie verbinden Präsentationen, Ausstellungen, Wettbewerbe und andere Aktivitäten in sechs verschiedenen Bereichen der Kunst. Diese Spiele haben ihren Ursprung im antiken Griechenland und berufen sich auf die Tradition der antiken Pythischen Spiele als Frieden stiftender Wettstreit der Künste.
Die jährlichen Delphischen Festivals finden im Sommer in Delphi statt und sind vor allem auf Touristen ausgerichtet.

## Historischer Bezug

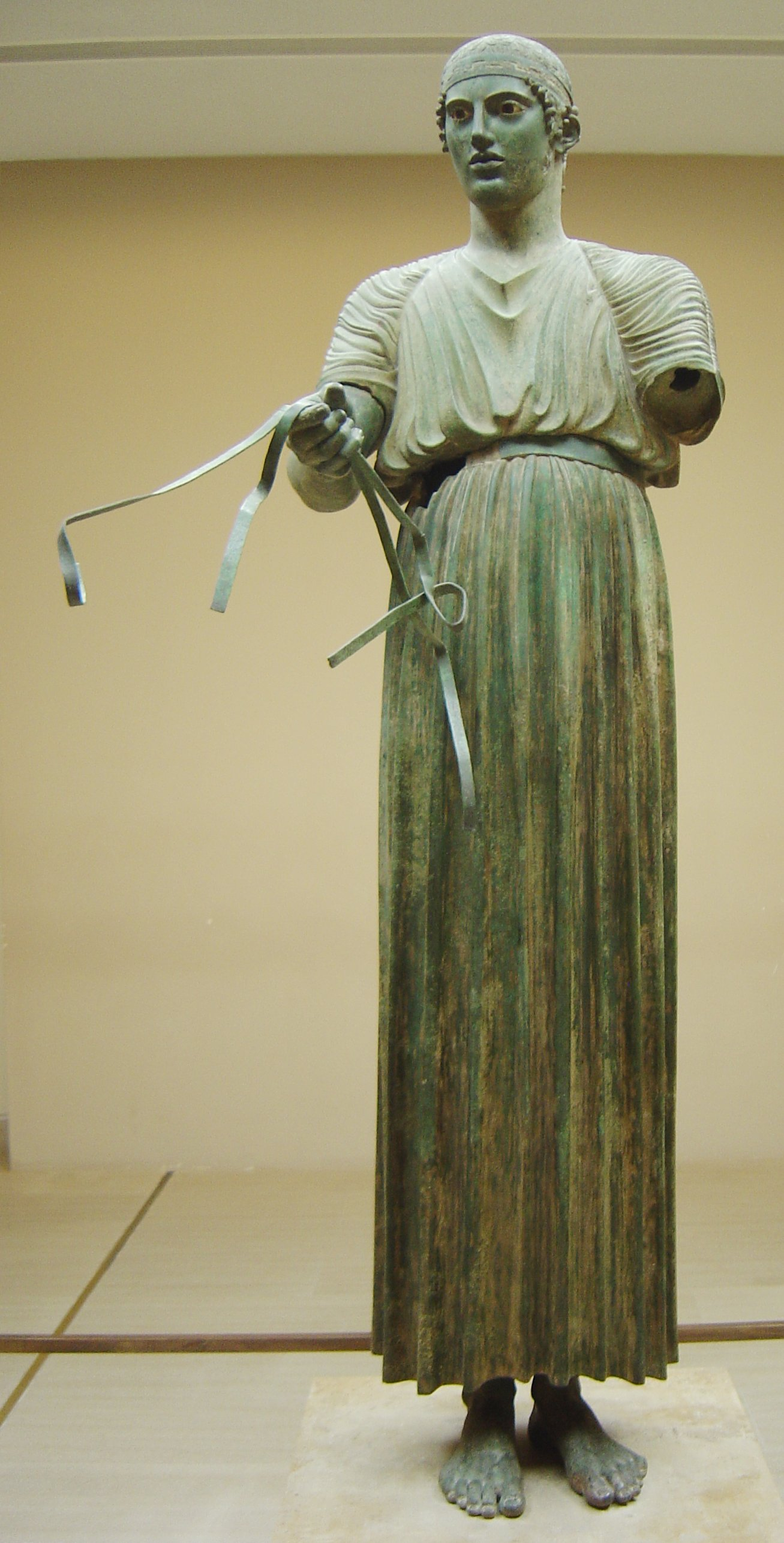
Statue eines Lenkers (um 478 – 474 v. Chr.), Archäologisches Museum Delphi, Griechenland

Als Teil der berühmten Agone beanspruchten die Pythischen Spiele im antiken Griechenland für fast tausend Jahre die kulturelle und geistige Führungsrolle und besaßen einen ebenso hohen gesellschaftlichen Rang wie die auf den Sport ausgerichteten Olympischen Spiele. Die Geschichte der Pythischen Spiele in Delphi reicht 2600 Jahre zurück. Sie fanden jeweils im Jahr vor den Olympischen Spielen statt. Die panhellenischen Darbietungen — vornehmlich in den Bereichen Theater, Musik und Dichtung — huldigten dem Gott Apollon, der das Licht und die Schönheit, die Musik, die Poesie, die Heilkunst und die Weissagung des Orakels symbolisierte. Die Delphischen Spiele wurden wie die Olympischen Spiele 394 n. Chr. von Kaiser Theodosius I. als heidnisch verboten.
Dank der Initiative von Pierre de Coubertin wurden von 1912 bis 1948 auch Kunstwettbewerbe bei den Olympischen Spielen in verschiedenen Ländern ausgetragen. Medaillen wurden für Werke verliehen, die thematisch ausschließlich auf den Sport ausgerichtet waren.

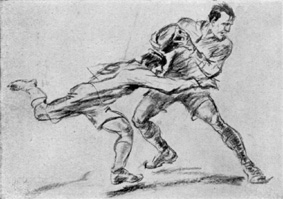
Jean Jacobi aus Luxemburg - Gold Medaillenträger für Abbildung "Rugby". IX Olympische Sommerspiele 1928/Kunstwettbewerbe in Amsterdam

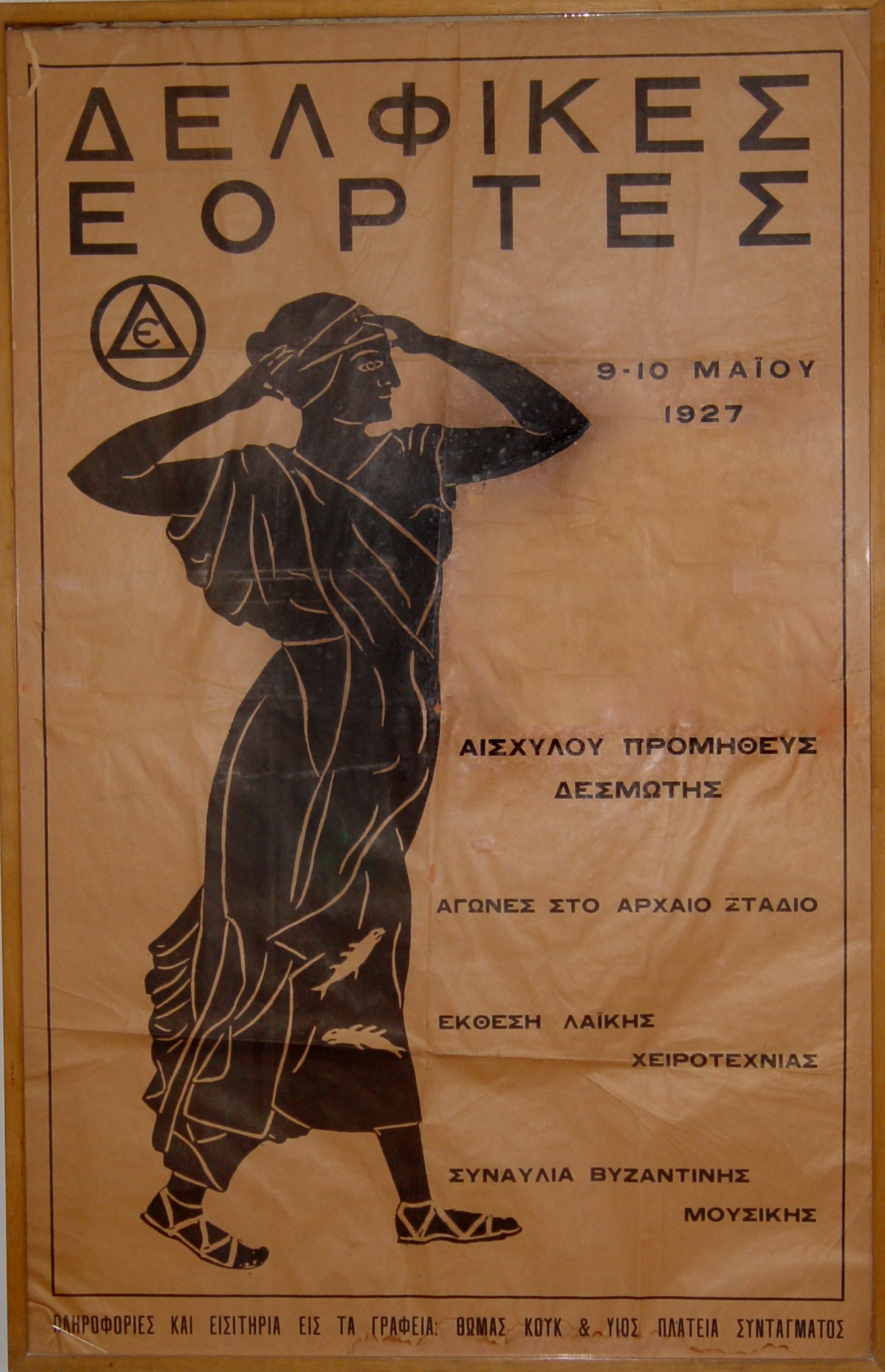
Poster des Delphischen Festival, 1927

## Delphische Spiele der Neuzeit
Auf Initiative des griechischen Dichters Angelos Sikelianos und seiner amerikanischen Ehefrau Eva Palmer versuchte man in der ersten Hälfte des 20. Jahrhunderts in Griechenland, die Pythischen Spiele von Delphi wiederzubeleben. 1927 fand das Delphische Festival erstmals statt, fand aber bereits 1930 aus wirtschaftlichen Gründen ein frühes Ende.
In der zweiten Hälfte des 20. Jahrhunderts entwickelte sich die Internationale Delphische Bewegung. 1987 gründete J. Christian B. Kirsch in München die «Musica Magna International» (MMI), ein Netzwerk von internationalen kulturellen Kontakten. Diese Initiative fand die Unterstützung des Generaldirektors der UNESCO Federico Mayor Zaragoza. Der Verein hatte sich die Wiedereinführung der Delphischen Spiele zur Aufgabe gemacht.
Im Jahre 1994, 100 Jahre nach Wiederbelebung der Olympischen Spiele, trafen sich auf Einladung von J. Christian B. Kirsch Vertreter aus Argentinien, China, Deutschland, Ecuador, Frankreich, Griechenland, Kasachstan, Libyen, Litauen, Mexiko, Nigeria, Österreich, Philippinen, Polen, Russland, Slowakei, Vereinigte Staaten und Zypern in Berlin im Schloss Schönhausen zum Gründungskongress des Internationalen Delphischen Rates. Gemäß den hier beschlossenen Statuten bieten die Delphischen Spiele der Neuzeit dem Dialog der Kulturen eine weltweite Bühne für Wettstreit, Vortrag, Präsentation und Gedankenaustausch, um zukunftsweisende Entwicklungen der Künste, die Bewahrung des kulturellen Erbes und die Verständigung unter den Völkern zu fördern.
Die höchste Aktivität bei Gründung der nationalen Delphischen Organisationen haben folgende Länder gezeigt: Belarus, Deutschland, Georgien, Griechenland, Japan, China, Nigeria, Philippinen, Russland und USA. Die ersten regionalen Jugend-Delphiaden haben in Georgien, Albanien und Russland stattgefunden.
Die ersten Delphischen Jugendspiele fanden 1997 in Tiflis / Georgien statt.
Die ersten Delphischen Spiele für Erwachsene wurden 2000 in Moskau ausgetragen.
Russland spielte von Anfang an eine aktive Rolle bei der Entwicklung der Internationalen Delphischen Bewegung. Im Jahre 1999 wurde der Nationale Delphische Rat Russland Mitglied des Internationalen Delphischen Rates, im Dezember 2004 erklärte er seinen Austritt.
Nach 2003 behaupten viele russische Webseiten und zentrale Massenmedien, dass Russland die Delphische Idee im Jahr 2000 wiederbelebt habe.
Obwohl der Nationale Delphische Rat Russland aus dem Internationalen Delphischen Rat ausgetreten ist, haben russische Delegationen an den Internationalen Delphischen Spielen 2007 und 2009 teilgenommen. Das beweisen sowohl Fotos und Zeichnungen in den Delphischen Kalendern als auch die Artikel in der elektronischen Zeitschrift «Art education», die das kunstpädagogische Institut der Russischen Akademie für Bildung publiziert und ein Artikel in der Zeitschrift «Persönlichkeit und Kultur».

## Organisationen
Derzeit führen zwei Organisationen die Delphischen Spiele durch.
Die 1994 gegründete Organisation, International Delphic Council – «IDC Berlin», hat sowohl die internationalen Delphischen Jugendspiele in Tiflis-1997, Düsseldorf-2003, Baguio City / Philippinen-2007, als auch die internationalen Delphischen Spiele für Erwachsene in Moskau-2000, Kuching / Malaysia-2005 und Jeju-si/Südkorea-2009 durchgeführt.
Die neue Organisation, International Delphic Committee – «IDC Moskau», hat ihre offizielle Website erst am 1. Mai 2006 eröffnet, konnte jedoch keine Nachweise einer Gründung dieser Organisation erbringen. Zudem haben das «IDC Moskau» und der Nationale Delphische Rat Russland dieselbe Adresse und denselben Leiter.
Seit 2005 werden die Delphischen Jugendspiele in Russland und in der Gemeinschaft Unabhängiger Staaten unter dem Patronat des «IDC Moskau» durchgeführt. Diese Delphischen Jugendspiele sind auf Grund der Regierungsverordnungen vorbereitet und in der Regel mit bedeutenden historischen Ereignissen auf die patriotische Erziehung der Jugend gerichtet. Im Jahre 2008 hat das «IDC Moskau» die zweiten Internationalen Delphischen Spiele in Saratow / Russland durchgeführt, deren Legitimität jedoch in Frage gestellt wurde.